# 瑙納島
瑙納島（Nauna Island）是巴布亞新畿內亞馬努斯省的島嶼，位於蘭布蒂奧島以東40公里的俾斯麥海，是阿德默勒尔蒂群島最東的島嶼，長1.8公里、寬1.4公里，面積2平方公里，最高點海拔高度131米，島上人口約100。